# اوله هگ
اوله هگ (انگلیسی: Ole Hegge; ۳ سپتامبر ۱۸۹۸ – ۲ ژوئن ۱۹۹۴) اسکی‌باز صحرانوردی اهل نروژ بود.